# Wienerfilharmonikernas nyårskonsert 1945

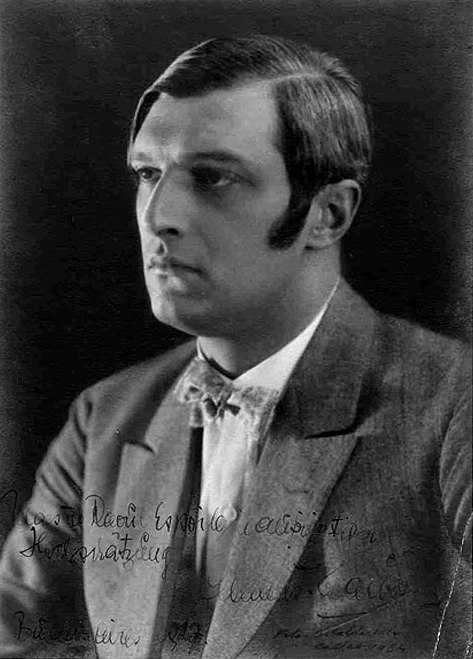
Clemens Krauss (1915).

Philharmonische Akademie den 1 januari 1945 i Musikvereins "Gyllene sal" i Wien betraktas som Wienerfilharmonikernas nyårskonsert 1945. Den var enligt Wienerfilharmonikernas räkning den Femte nyårskonserten från Wien, även om denna benämning användes först 1946 med det nya och demokratiskt orienterade sättet i och med Wienerfilharmonikernas nyårskonsert 1946 lett av Josef Krips. Philharmonische Akademie dirigerades för femte gången av Clemens Krauss.

## Bakgrund
Medan halva Europa redan låg i ruiner attackerade de allierade Tyskland och Österrike. Röda armén attackerade Wien med många flygräder (den tyngsta av dessa skulle dock inte följa förrän den 12 mars 1945) och även Budapest den 25 december 1944. Under samma tid fortsatte Wienerfilharmonikerna nära nog oförtröttligt med sina konserter: mellan mars 1944 och maj 1945 framträdde orkestern vid 162 tillfällen.
Den 10, 11 och 12 mars 1944 ägde de sista abonnemangskonserterna rum, och efter att teatrarna stängdes i september 1944 planerade operachefen Karl Böhm en serie konserter på Wiener Staatsoper. Därefter ökade dock andelen musik från Straussdynastin mer och mer till över 50% av orkesterns repertoar: Historikern Fritz Trümpi påvisade med hjälp av statistisk analys att orkestern vid årsskiftet 1944/45 "spelade Straussvalser oavbrutet". Den sista föreställningen på Wiener Staatsoper innan bombanfallet i mars 1945 var förmodligen Wienerfilharmonikernas Nyårsaftonskonsert 1944, dirigerad av Anton Paulik, och uteslutande tillägnad verk av Johann Strauss den yngre.
Strikt räknat var Philharmonische Akademie 1 januari 1945 ingen Wienerfilharmonikernas Nyårskonsert, eftersom det inte var förrän 1946 som Josef Krips introducerade denna titel, som därefter anammades. Orkesterns räkning knyter dock inte an till den demokratiska efterkrigstraditionen under Krips, utan inkluderar även de "nazistiska konserterna" av Philharmonische Akademie under åren 1941–1945 under Krauss och börjar räkningen med denna konsert från 1941. Det var för övrigt den sjätte konserten som inträffade vid årsskiftet sedan starten 1939 även om den konserten gick av stapeln 31 december och benämndes som Außerordentliches Konzert (Extraordinär konsert).

## Program förPhilharmonische Akademie

### Konsertprogram
1. Johann Strauss den yngre: Ouvertyr till operetten Indigo und die 40 Räuber*
2. Johann Strauss den yngre: Klangfiguren, vals, op. 251*
3. Johann Strauss den yngre: Stadt und Land, Polka Mazur, op. 322*
4. Johann Strauss den yngre: Éljen a Magyar!, Polka schnell, op. 332
5. Josef Strauss: Mein Lebenslauf ist Lieb' und Lust, vals, op. 263*
6. Josef Strauss: Die Libelle, Polka Mazur, op. 204
7. Josef Strauss: Ohne Sorgen, Polka schnell, op. 271*
8. Johann Strauss den yngre: Patronessen-Polka, Polka française, op. 286*
9. Johann Strauss den yngre: O schöner Mai!, vals, op. 375*
10. Johann och Josef Strauss: Pizzicato-Polka
11. Johann Strauss den yngre: Vergnügungszug, Polka schnell, op. 281*
12. Johann Strauss den yngre: Geschichten aus dem Wienerwald, vals, op. 325

### Extranummer
1. Johann Strauss den yngre: Perpetuum mobile, musikalischer Scherz, op. 257
2. Johann Strauss den yngre: An der schönen blauen Donau, vals, op. 314

Verkförteckningen och verkens ordning finns på Wienerfilharmonikernas webbplats.
De verk markerade med * stod för första gången på programmet till en Nyårskonsert.

## Föregångare och repriskonserter
Den 29 december 1944 spelade Wienerfilharmonikerna i radio, följd av två Strausskonserter under Paulik den 30 och 31 december 1944, och slutligen Philharmonische Akademie med Krauss den 1 januari 1945.
Under Clemens Krauss ledning följde därefter:
- En förkortad version spelades den 6 januari 1945 vid en pauskonsert på Wiens stadsbyggnadskontor. Två polkor, en vals och Perpetuum mobile.[6]
- En identisk konsert ägde rum den 7 januari 1945 i Musikverein.[7]
- Två av de fem konserterna i Salzburg från mars 1945 ägnades åt verk av Straussdynastin. Nio av de elva titlarna kom från Philharmonischen Akademie den 1 januari 1945 förutom valserna Morgenblätter, op. 279, och Kaiser-Walzer, op. 437. Den första Strauss-konserten ägde rum i Festspielhaus,[8] den andra i SS-kasernen i Glasenbach.[9]
- Den 1 maj 1945, några dagar efter befrielsen av Wien, ägde en delvis likartad konsert rum i Musikverein. Sex titlar förblev desamma, fyra nya lades till, inklusive den Russischer Marsch av Johann Strauss den yngre, op. 426.[10]

## Se vidare
- Clemens Krauss, Dirigent
- Wienerfilharmonikerna